# 효목동
효목동(孝睦洞)은 대한민국 대구광역시 동구의 법정동이다. 행정동(효목1동·효목2동)의 통칭이기도 하다.

## 지명 유래
소목골 또는 소목곡(昭穆谷)으로 불리었는데 조선 숙종 재위시 동래 정씨가 이 지역에 정착하게 되었으며, 이후 동래정씨 11대손인 정종악이 진사시에 장원급제하고 학문에 능할 뿐 아니라 일가 친척과 이웃간에 늘 화목하게 지내자 숙종이 정종악의 호(號)를 따 지명을 고치게 하여 효목리라 불리게 되었다.

## 역사
- 조선시대 효목동/검정동
- 1895년 음력 5월 1일: 대구부 대구군 수북면 효목동/검정동[1]
- 1896년 8월 4일: 경상북도 대구군 수북면 효목동/검정동[2]
- 1910년 10월 1일: 경상북도 대구부 수북면 효목동/검정동
- 1914년 4월 1일: 경상북도 달성군 수성면 효목동[3]
- 1938년 10월 1일: 경상북도 대구부 효목동[4]
- 1938년 11월 2일: 편입된 수성면을 관할로 동부출장소 설치[5]
- 1949년 8월 15일: 경상북도 대구시 동부출장소 효목동[6]
- 1963년 1월 1일: 경상북도 대구시 동구 효목동[7]
- 1979년 5월 2일: 경부선을 경계로 효목1동, 효목2동으로 분동[8]
- 1981년 7월 1일: 대구직할시 동구 효목동[9]
- 1995년 1월 1일: 대구광역시 동구 효목동[10]

## 교육

### 효목1동
- 대구효동초등학교
- 대구효동초등학교 병설유치원
- 동부공업고등학교
- 대구동부공업고등학교

### 효목2동
- 대구효목초등학교

## 명소
- 효목동성당
- 조양회관
- 망우당공원
- 아양아트센터
- 대구지방기상청
- 동촌유원지

## 아파트
| 단지명                   | 건설사       | 시행사                            | 주소               | 입주        | 비고                                 |
| ------------------------ | ------------ | --------------------------------- | ------------------ | ----------- | ------------------------------------ |
| 진로 이스트타운 1차      | ㈜진로건설   | ㈜진로건설 한국토지신탁           | 동구 아양로 218    | 1998년 8월  | 구 경북산업대 부지 2차는 신암동 소재 |
| 동대구 푸르지오 브리센트 | 대우건설     | ㈜아시아신탁 ㈜광림인베스트       | 동구 효목로5길 55  | 2024년 7월  |                                      |
| 태왕메트로시티           | ㈜태왕       | 효목주공아파트 재건축정비사업조합 | 동구 동북로 500    | 2003년 11월 | 효목주공 재건축                      |
| 동대구2차 동원비스타     | 동원개발     | 효동지구 주택재건축정비사업조합   | 동구 화랑로25길 60 | 2023년 3월  |                                      |
| 동촌강나루타운           | 코오롱글로벌 | 대구도시개발공사                  | 동구 효동로 108    | 2000년 7월  |                                      |